# Lasiopodomys fuscus
Lasiopodomys fuscus е вид бозайник от семейство Хомякови (Cricetidae).

## Разпространение
Видът е разпространен в Китай (Цинхай).